# 리미 센
리미 센(힌디어: रिमी सेन, 영어: Rimi Sen, 1981년 9월 21일 ~ )은 인도의 배우이다.

## 출연 작품
- 천재도둑 미스터 A